# Ferdinand Le Drogo
Ferdinand Le Drogo (Pontivy, 10 de outubro de 1903 - Saint-Gildas-de-Rhuys, 1 de abril de 1976) foi um ciclista francês, que foi profissional entre 1926 e 1937. Durante a sua carreira profissional destacam os dois campeonatos nacionais de ciclismo de estrada, uma etapa no Tour de France e o segundo posto no Campeonato do Mundo de Ciclismo de 1931.

## Palmarés
- 1926

1º no Tour de les Cornualles
1º na Nantes-Les Sables de Olonne
1º no Circuito dos Ases do Oeste
- 1927

 Campeão da França em estrada
Vencedor de uma etapa no Tour de France
Vencedor em duas etapas da Volta à Catalunha
- 1928

 Campeão de France em estrada
- 1930

1º no Grande Prêmio de Poitiers
1º em Châtellerault
- 1931

1º na Rennes-Paris-Rennes
1º no Circuito de Aulne
1º nas 24 horas de Beziers com André Leducq
 Medalha de prata no Campeonato do Mundo
- 1932

1º no Circuito de Aulne

### Resultados no Tour de France
- 1927. Abandona (9º etapa). Vencedor de uma etapa. Leva o maillot amarelo durante 1 etapa
- 1929. Abandona (9º etapa)